# 布拉菲晶格

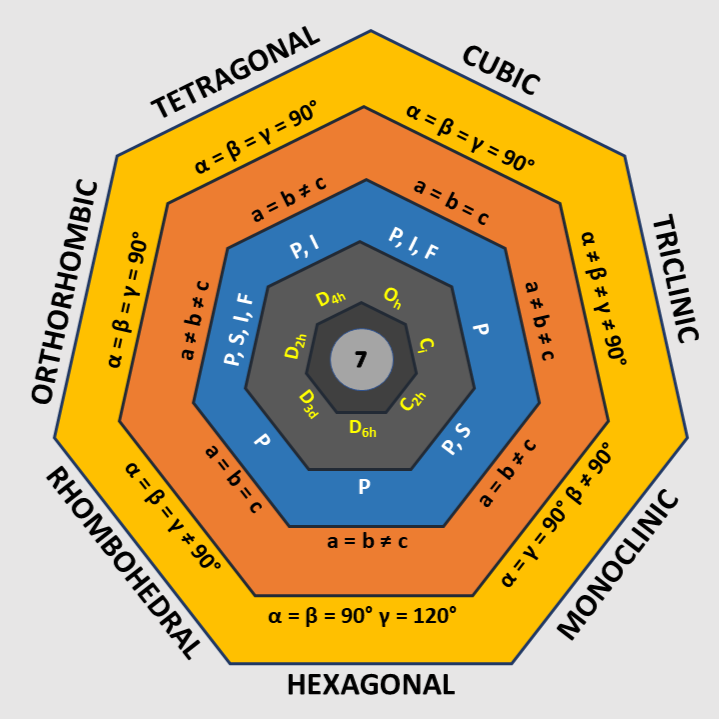
7種晶系及其三維布拉菲晶格

在幾何學以及晶體學中，布拉菲晶格（又译布拉菲点阵）(Bravais lattices)是為了紀念法国物理学家奥古斯特·布拉菲 (Auguste Bravais （1850）),而命名的，布拉菲晶格是由一组离散平移操作生成的无限离散点阵列，在三维空间中的描述为 
{\displaystyle \mathbf {R} =n_{1}\mathbf {a} _{1}+n_{2}\mathbf {a} _{2}+n_{3}\mathbf {a} _{3},}
其中ni为任意整数，ai为原始平移向量或原始向量，它们位于不同的方向（不一定相互垂直），并跨越网格。对于给定的布拉菲晶格，原始向量的选择并不是唯一的。任何布拉菲晶格的一个基本特征是，对于任何方向的选择，当从所选方向观察时，从每个离散晶格点所看到的晶格都是完全相同的。
布拉菲晶格概念用于正式定义晶体排列及其（有限）边界。晶体由每个晶格点上的一个或多个原子（称为基点或母题motif）组成。晶基可能由原子、分子或固体物质的聚合物串组成，晶格提供了晶基的位置。
如果兩個布拉菲晶格具有同構空間對稱群，則通常認為它們是等價的。 從這個意義上講，在2維空間中存在5種可能的布拉菲晶格，在3維空間中存在14種可能的布拉菲晶格。 布拉菲晶格的14個可能的對稱群是230個空間群中的14個。 在空間群分類的背景下，布拉菲晶格也稱為"布拉菲類"、"布拉菲算術類"或"布拉菲聚類"(Bravais flocks)。

## 在3维空间
三維布拉菲晶格只有14種可能。這14種布拉菲晶格可分成7種晶系，每種晶系又可依中心原子在晶胞中的位置不同再分成6種晶格：
- 簡單（P）：晶格點只在晶格的八個頂點處
- 體心（I）：除八個頂點處有晶格點外，晶胞中心還有一個晶格點
- 面心（F）：除八個頂點處有晶格點外，在六個面的中央還有一個晶格點
- 底心（A，B或C）：除八個頂點處有晶格點外，在晶胞的一組平行面（A，B或C）的每個面中央還有一個晶格點

7種不同晶系與每種晶系的6種不同晶格共有7 × 6 = 42種組合，但是有些組合其實是相同的，都能組成14種布拉菲晶格。例如，單斜晶系的體心晶格可以通過單斜晶系的底心（C）晶格選擇不同的晶軸得到，所以這兩種其實是同一種；同樣，所有的底心（A）、底心（B）晶格都相當於底心（C）或簡單（P）晶格。因此，去除相同的組合，可以得到14種不同的布拉菲晶格，列於下表（晶格圖下方是代表該布拉菲晶格的皮尔逊符号，表中空白的格表示於已有的晶格重複）：
| 晶系                  | 点阵常数特征           | 14種布拉菲晶格      | 14種布拉菲晶格             | 14種布拉菲晶格             | 14種布拉菲晶格             |
| 晶系                  | 点阵常数特征           | 简单（P）           | 底心（C）                  | 体心（I）                  | 面心（F）                  |
| --------------------- | ---------------------- | ------------------- | -------------------------- | -------------------------- | -------------------------- |
| 三斜晶系              | a≠b≠c，α≠β≠γ≠90°       | Triclinic           |                            |                            |                            |
| 单斜晶系              | a≠b≠c，α=γ=90°≠β       | Monoclinic, simple  | Monoclinic, centered       |                            |                            |
| 斜方晶系 （正交晶系） | a≠b≠c，α=β=γ=90°       | Orthohombic, simple | Orthohombic, base-centered | Orthohombic, body-centered | Orthohombic, face-centered |
| 四方晶系              | a=b≠c，α=β=γ=90°       | Tetragonal, simple  |                            | Tetragonal, body-centered  |                            |
| 三方晶系 （棱方晶系） | a=b=c，α=β=γ≠90°       | Rhombohedral        |                            |                            |                            |
| 六方晶系              | a=b≠c，α=β=90º，γ=120° | Hexagonal           |                            |                            |                            |
| 等軸晶系 （立方晶系） | a=b=c，α=β=γ=90°       | Cubic, simple       |                            | Cubic, body-centered       | Cubic, face-centered       |

每一個單位晶格的體積可以由{\displaystyle \mathbf {a} \cdot \mathbf {b} \times \mathbf {c} }計算得知。其中{\displaystyle \mathbf {a} ,\mathbf {b} },和{\displaystyle \mathbf {c} }是晶格向量。各種布拉菲晶格的體積如下：
| 晶系     | 体积 | 体积 | 体积 | 体积 |
| 三斜晶系 | {\displaystyle abc{\sqrt {1-\cos ^{2}\alpha -\cos ^{2}\beta -\cos ^{2}\gamma +2\cos \alpha \cos \beta \cos \gamma }}} |      |      |      |
| 單斜晶系 | {\displaystyle abc\sin \alpha }                                                                                       |      |      |      |
| 斜方晶系 | {\displaystyle abc}                                                                                                   |      |      |      |
| 四方晶系 | {\displaystyle a^{2}c}                                                                                                |      |      |      |
| 三方晶系 | {\displaystyle a^{3}{\sqrt {1-3\cos ^{2}\alpha +2\cos ^{3}\alpha }}}                                                  |      |      |      |
| 六方晶系 | {\displaystyle {\frac {{\sqrt {3\,}}\,a^{2}c}{2}}}                                                                    |      |      |      |
| 等軸晶系 | {\displaystyle a^{3}}                                                                                                 |      |      |      |

## 在4维空间
在四维空间中，共有64个布拉菲晶格。其中，23个是简单晶格 (primitive) ，41个是中心晶格 (centered)。有10个布拉菲晶格分成"对映体对"(enantiomorphic pair)。

## 外部連結
- Contemporary Bravis Lattice Structures[永久] Designed by Tom Barber
- Catalogue of Lattices (by Nebe and Sloane) （页面存档备份，存于）
- Smith, Walter Fox. . 2002  [2025-01-11]. （原始内容存档于2002-06-11）.